# مورتن راسموسن (لاعب كرة قدم)
مورتن راسموسن (بالدنماركية: Morten Rasmussen)‏ (26 مارس 1985 في الدنمارك - ) هو لاعب كرة قدم دانمركي في مركز الهجوم. شارك مع منتخب الدنمارك تحت 21 سنة لكرة القدم. أما مع النوادي، فقد لعب مع نادي بروندبي ونادي فريماد أماغر ونادي هورسينس وفيستزيلند ‏.

## وصلات خارجية
- مورتن راسموسن على موقع قاعدة بيانات كرة القدم.إي يو (الإنجليزية)
- مورتن راسموسن على موقع عالم كرة القدم.نت (الإنجليزية)